# 팬택 베가 LTE-A
팬택 베가 LTE-A(Pantech VEGA LTE-A)는 팬택에서 2013년 8월 19일에 출시한 SK텔레콤 전용 모델 구글 안드로이드 패블릿 스마트폰이다. 또한 팬텍 베가 LTE-A는 원래 베가 시크릿 업의 원형 모델로 출시될 예정이었으나, SK텔레콤의 요청으로 SK텔레콤 전용 모델로 출시되었다. 팬택 최초로 LTE-A 통신을 지원하는 스마트폰으로써, 출시 당시 LTE-A를 지원하는 스마트폰들 중 디스플레이 크기가 가장 큰 Full HD 화면을 가지고 있었으며, 전세계 최초로 후면의 시크릿 키를 통해 지문인식 기능이 적용되었다. 또한 2Ah 급속충전으로 1시간 34분 만에 완전히 충전할 수 있으며, 이후 지문인식과 시크릿박스 등 베가 LTE-A에서 한 층 더 업그레이드 된 스마트폰인 베가 시크릿 업이 출시되었다..

## 연혁
- 2013년 8월 6일 : 대한민국 팬택계열 본사에서 발표
- 2013년 8월 7일 : 대한민국 서울특별시 신사동 가로수길에서 베가LTE-A 팝업스토어 오픈 및 쇼케이스 진행
- 2013년 8월 14일 : 베가 LTE-A SK텔레콤 광고 런칭
- 2013년 8월 19일 : 공식 출시 및 판매시작, 최초 출고가 878,900원
- 2013년 9월 22일 : 전용 플립커버 케이스 무상 제공 이벤트 진행
- 2013년 9월 6일 : 공식 광고 "지문 인식 편, 후면 터치 편" 런칭

## 색상
- 블랙
- 화이트

## 소개

### 디스플레이
5.6인치의 Full HD 해상도 (1920x1080) 해상도의 LCD 디스플레이를 탑재하였다.

### 배터리
경쟁 제품인 삼성전자 갤럭시S4 LTE-A이나 LG G2(대한민국 제품 기준) 보다 높은 용량인 3100mAh를 제공하고 있으며, 2 Ah 급속충전으로 1시간 33분 만에 완전히 충전할 수 있다.

### UX
베가 LTE-A는 사용자가 직접 홈 화면 배열을 수정하거나 아이콘을 꾸미는 사용자 직관적 홈 화면을 탑재하였으며, 분실 상황을 대비하여 원격 잠금 및 초기화가 가능한 V 프로텍션이 장착되었다. 또 지문인식 센서를 탑재하여 잠금을 해제하거나 애플리케이션을 숨기는 등의 프라이버시 보호 기능을 제공하며 V터치 기능으로 후면터치를 통해 휴대전화를 제어하는 기능을 갖추었다.

전작 대비 카메라 인터페이스의 구성을 개선하고 뷰티샷을 추가하였으며, 안전한 귀가 및 위급상황을 대처할 수 있는 안심 귀가 서비스도 제공하고 있다.

### LTE-A 지원
베가 LTE-A는 퀄컴 스냅드레곤800 프로세서를 장착하여 팬택 단말기 최초로 LTE-Advanced를 지원, LTE의 2, 3G 대비 10배 빠른 약 150Mbps의 속도를 제공한다. 영화 한편 (1GB 기준)을 1분 이내에 다운로드 할 수 있으며, SK텔레콤에서 제공하는 LTE-A 서비스를 이용할 수 있다. 

.

### 외형
베가 LTE-A의 옆면은 크롬으로 마무리 되어 있으며 각종 버튼과 커넥터가 함께 배치되어 있다. 좌측에는 볼륨 키가 있으며 우측에는 전원을 켜고 끄거나 화면잠금을 설정하는 전원키, 하단에는 배터리 덮개를 열기 위한 홈이 자리잡고 있다.
상단에는 3.5파이 규격의 각종 이어폰을 연결할 수 있는 3.5파이 이어폰 커넥터가 있으며, 하단에는 배터리를 충전하고 PC와 연결해 데이터를 교환할 수 있는 마이크로 5핀 충전단자와 마이크가 있다.
뒷면 상단에는 최대 Full HD동영상과 1300만화소 사진을 촬영할 수 있는 카메라를 시작으로 아래쪽 방향으로 LED플래시, 지문 인식 센서가 순서대로 일렬 배치되어 있으며, 스피커는 카메라 좌측에 세로방향으로 장착되었다. 배터리 덮개를 열면 3100mAh의 교체형 배터리를 볼 수 있으며 배터리 상단에 좌측에 마이크로 SIM카드 슬롯과 우측으로 마이크로 SD카드 슬롯을 볼 수 있다.

## 특수 기능[3]

### 지문인식 및 V터치 관련 기능

#### 지문인식
지문인식으로 화면잠금을 해제할 수 있고 시크릿모드 접속도 가능하다.

#### 시크릿모드
사용자의 지문을 통하여 진입하는 사용자만의 비밀 모드로서, 일반적인 잠금해제(패턴,PIN, 비밀번호등)으로 해제할 때 특정 앱이 보이지 않도록 설정 할 수 있다.

#### 후면터치(V터치, 시크릿키)
시크릿 키를 터치패드처럼 사용해 후면터치를 할 수 있으며, 카메라를 촬영하거나 전화를 수신할 수 있다.

### 사용자 인터페이스 관련 기능

#### 디자인 홈
홈 화면의 배열방식이나 아이콘 등을 사용자가 직접 디자인 할 수 있다.

#### 모션인식
터치없이 손 움직임으로 갤러리, 홈화면, 인터넷 등을 컨트롤 할 수 있다. (이전 제품 대비 개선됨)

#### V노트
손가락으로 그림을 그리거나 메모할 수 있다.

#### 캔버스 톡
상대방 휴대전화와 연결하여 서로 그림을 그리거나 노트를 공유할 수 있다.
안드로이드 4.4.2 업데이트에서 제거되었다.

#### 텍스트 액션
텍스트를 입력하여 음악을 재생하거나 간단한 검색을 할 수 있다.

#### CloudLive
사진,동영상,문서 및 개인설정을 자동으로 백업하거나 동기화 할 수 있다.
안드로이드 4.4.2 업데이트에서 제거되었다.

#### 심플 모드
기본 홈 화면 대신 간단한 홈 화면 모드를 사용할 수 있다.

#### 이지 카메라
뷰티샷, 손쉬운 타이머 설정등을 지원하며, 손쉬운 카메라 사용을 돕는다.

#### 리모트 샷
다른 휴대전화에서 제품에 탑재된 카메라를 원격조정하여 촬영할 수 있다.

### 안전 및 보안 관련 기능

#### 안심 귀가 서비스
등록된 사용자에게 알림 메시지를 전송하는 등의 안전한 귀가를 제공하는 서비스다.

#### V 프로텍션
기기를 원격조정으로 제어하거나 초기화를 할 수 있으며, SIM카드 변경시 비밀번호를 입력하게 하는 등 팬택의 분실방지 기술이다.

## 특수 악세서리

### 프리미엄 스마트 플립
팬택에서 제공하는 정품 플립커버 케이스로 음악, 캘린더, 메시지 등의 알림을 확인할 수 있다. 블랙, 화이트, 실버, 핑크 색상을 제공한다.

## 참고/각주
1. ↑  박정현. “팬택, 후면터치 지문인식 탑재한 베가 LTE-A 선보여”. 《Bizchosun》.
2. ↑  “보관된 사본”. 2014년 2월 1일에 원본 문서에서 보존된 문서. 2014년 1월 23일에 확인함.
3. ↑  “보관된 사본”. 2014년 2월 1일에 원본 문서에서 보존된 문서. 2014년 1월 23일에 확인함.